# Dilemma
Singles de Nelly
Hot in Herre
(2002) Air Force Ones
(2002)
Singles par Kelly Rowland
Separated
(2002) Stole
(2002)
Dilemma est le deuxième single tiré de Nellyville, le second opus du rappeur Nelly. En collaboration avec Kelly Rowland des Destiny's Child, Nelly va connaître son plus grand succès mondial puisque le titre sera numéro 1 pendant 10 semaines aux États-Unis ainsi qu'au Royaume-Uni, en Australie, en Irlande, et se placera dans le classement des dix meilleures ventes de singles en France.
Le titre a remporté le prix de la meilleure collaboration rap en 2002, lors de la 45e cérémonie des Grammy Awards. Elle est également nommée à la 11e meilleure place des chansons les plus marquantes de la décennie 2000-2010, par le magazine Billboard.
La chanson a été reprise par Papi Sánchez sous le titre Dilema.

## Formats et liste des pistes
Les différents formats de la chanson Dilemma :
- Vinyle 12" promotionnel aux États-Unis

1. Dilemma (Clean) — 4:49
2. Dilemma (Dirty) — 4:49
3. Dilemma (Instrumental) — 4:49
4. Air Force Ones (Clean) — 5:04
5. Air Force Ones (Dirty) — 5:04
6. Air Force Ones (Instrumental) — 5:04

- CD promotionnel aux États-Unis

1. Dilemma (Radio Edit) — 3:59

- CD maxi au Royaume-Uni

1. Dilemma (Album Version) — 4:49
2. Dilemma (Jason Nevins Remix Edit) — 4:30
3. Kings Highway — 5:31
4. Dilemma (Clip vidéo)

- Vinyle 12" au Royaume-Uni

1. Dilemma (Radio Edit) — 3:59
2. Dilemma (G4orce Radio Edit) — 3:30
3. Dilemma (Jason Nevins Club Mix) — 6:21

CD single en Europe
1. Dilemma (Album Version) — 4:49
2. Kings Highway — 5:31

CD maxi en Europe
1. Dilemma (Album Version) — 4:49
2. Dilemma (Jason Nevins Remix Edit) — 4:30
3. Kings Highway — 5:31
4. Dilemma (Clip vidéo)

Maxi maxi 2 en Europe
1. Dilemma (Radio Edit) — 3:59
2. Dilemma (DJ Desue Remix) — 4:15
3. Dilemma (Jason Nevins Remix Edit) — 4:30
4. Kings Highway — 5:31
5. Dilemma (Clip vidéo)

## Versions officielles
- "Dilemma" (album version / dirty / album version - explicit) — 4:49
- "Dilemma" (clean album version / clean) — 4:49
- "Dilemma" (radio edit) — 3:59
- "Dilemma" (instrumental) — 4:49
- "Dilemma" (DJ Desue remix) — 4:15
- "Dilemma" (G4orce radio edit) — 3:30
- "Dilemma" (Jason Nevins remix edit) — 4:30
- "Dilemma" (Jason Nevins club mix) — 6:21

## Classement hebdomadaire
| Classement (2002-2003)                  | Meilleure position |
| --------------------------------------- | ------------------ |
| Allemagne (Media Control AG)            | 1                  |
| Australie (ARIA)                        | 1                  |
| Autriche (Ö3 Austria Top 40)            | 2                  |
| Belgique (Flandre Ultratop 50 Singles)  | 1                  |
| Belgique (Wallonie Ultratop 50 Singles) | 3                  |
| Canada (Hot 100)                        | 3                  |
| Danemark (Tracklisten)                  | 2                  |
| États-Unis (Hot 100)                    | 1                  |
| États-Unis (R&B/Hip-Hop Songs)          | 1                  |
| États-Unis (Pop Airplay)                | 1                  |
| Europe (Hot 100)                        | 1                  |
| Finlande (Suomen virallinen lista)      | 10                 |
| France (SNEP)                           | 6                  |
| Hongrie (Rádiós Top 40)                 | 1                  |
| Irlande (IRMA)                          | 1                  |
| Italie (FIMI)                           | 3                  |
| Nouvelle-Zélande (RMNZ)                 | 2                  |
| Norvège (VG-lista)                      | 2                  |
| Pays-Bas (Nederlandse Top 40)           | 1                  |
| Pays-Bas (Single Top 100)               | 1                  |
| Royaume-Uni (UK Singles Chart)          | 1                  |
| Royaume-Uni (UK R&B Chart)              | 1                  |
| Suède (Sverigetopplistan)               | 2                  |
| Suisse (Schweizer Hitparade)            | 1                  |